# インペリアル郡 (カリフォルニア州)
インペリアル郡（英: Imperial County, California）は、アメリカ合衆国カリフォルニア州最南東部に位置する郡である。アリゾナ州やメキシコと境を接している。1907年設立で、州内で最も若い郡である。インペリアル郡は南カリフォルニアのサンディエゴ・インペリアルとも呼ばれる国境地域の一部であり、文化的、経済的な多様さに特色がある。人口は17万9702人（2020年）。郡庁所在地はエル・セントロで、郡全体に跨るエル・セントロ都市圏を形成している。
この地域は砂漠であり、年間降水量が約76ミリメートルと少ないが、オールアメリカン運河を経由してコロラド川の水を灌漑に使うことで農業生産を行っている。
地元では「インペリアル・バレー」と「インペリアル郡」という言葉が同義語で使われている。インペリアル・バレーはヨーロッパ系アメリカ人とヒスパニック系アメリカ人の文化が融合する所である。アメリカ側から見れば、住民の大半はメキシコ系の遺産を引き継ぐものであり、メキシコ側から見れば、長年にわたってアメリカ文化の影響を大きく受けてきた。人種的に見れば、ヨーロッパ系、東アジア系、南アジア系およびアメリカ先住民の多人種融合地域である。

## 歴史

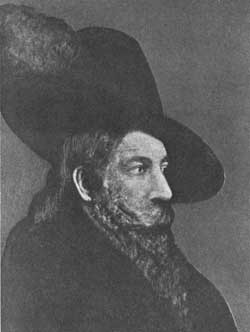
フアン・バウティスタ・デ・アンサ・ベゼラ・ニエト

スペインの探検家メルチオル・ディアスが1540年に現在のインペリアル・バレー周辺の地域を訪れた最初のヨーロッパ人に混じっていた。探検家フアン・バウティスタ・デ・アンサも1776年にこの地域を探検した。その後長いときが経って、米墨戦争が終わると、バレーの北半分はアメリカ合衆国に併合され、南半分はメキシコの支配下に残った。自然の帯水層がある地域（現在のメヒカリ）には19世紀初期に小規模の開拓が行われたが、恒久的な開拓地となると土地開発が行われ灌漑用水路が建設されるようになった1900年を過ぎてからだった。
1905年、アメリカ合衆国南西部を襲った激しい雨で、この地域では唯一の水流であるコロラド川が氾濫し、インペリアル・バレーを灌漑するために作られた水路にも溢れた。インペリアル・バレーは一部海面下になっており、窪地から水が引くことはなかった。溢れた水は、現在ソルトン湖と呼ばれている世界有数の人工湖であるソルトン・シンクへと集まった。
インペリアル郡は1907年にサンディエゴ郡の東部から郡として創設された。郡名はインペリアル・バレーから採ったが、「インペリアル・バレー」という地名自体は新しいもので、カリフォルニア開発会社の子会社インペリアル土地会社が入植地宣伝のために名付けたものだった。インペリアル土地会社は20世紀への変わり目に農業を興すためにコロラド砂漠南部の所有権を得ていた。インペリアル土地会社の土地の大半はメキシコのバハ・カリフォルニア州の中にあった。この会社の目的は商業的に引き合う農生産物の開発だった。
1910年までにこの会社は国境の両側に数多い農園を開拓させ開発することに成功した。しかし、メキシコ革命のためにその計画が著しく妨げられた。メキシコにいた1万戸近い農家が敵対するメキシコ軍によって排斥を受けた。アメリカ側のカリフォルニアでは1920年代には既に十分に平和的で繁栄しメキシコ側の損失にも見合う利益を引き出したが、バレーの中に新しくできた社会に留まり根を下ろすことを選んだ開拓者もいた。
インペリアル郡には「オーキー」（アメリカ合衆国中西部、特にオクラホマ州の住民）の移民が訪れる時代があった。これは1930年代と1940年代に干魃によるダストボウルの被害を受けた農家が合衆国中から、この繁栄し労働力を求める地域に移民してきたものだった。特に第二次世界大戦中と、1948年から1951年にコロラド川の水源からオールアメリカン運河を完成させた後は顕著だった。1950年の国勢調査ではインペリアル郡の住人は5万人となり、1910年の約40倍となった。この人口は年間を通したものだったが、毎年冬季にはメキシコからの季節労働者が増えた。1960年代までインペリアル郡の農家は会社とバレーに対して少なからぬ利益を上げさせるようになっていた。

## 見どころ

### ユマ砦
ユマ砦はコロラド川のウィンターヘイブン岸にある。1848年に米墨戦争が終戦を迎えたときに設立され、当初はヒラ川河口よりも1.6 キロメートル足らず下流のコロラド川に近い低地に造られた。コロラド川の対岸にある新しい開拓地、アリゾナ州ユマと近くのメキシコ国境を守るために開設された。1851年3月、この砦は現在のユマ市とは対岸であるコロラド川西岸、元プエルト・デ・プリスマ・コンセプション伝道所があった小高い場所に移された。この場所は1849年に設立され、ジョン・カルフーンに因んだ命名のキャンプ・カルフーンが使っていた。このユマ砦は南からカリフォルニアに入ってくる移民ルートの警護と、半径160キロメートルに住むユマ族インディアンを支配するために設立された。

### ブルーエンジェルス

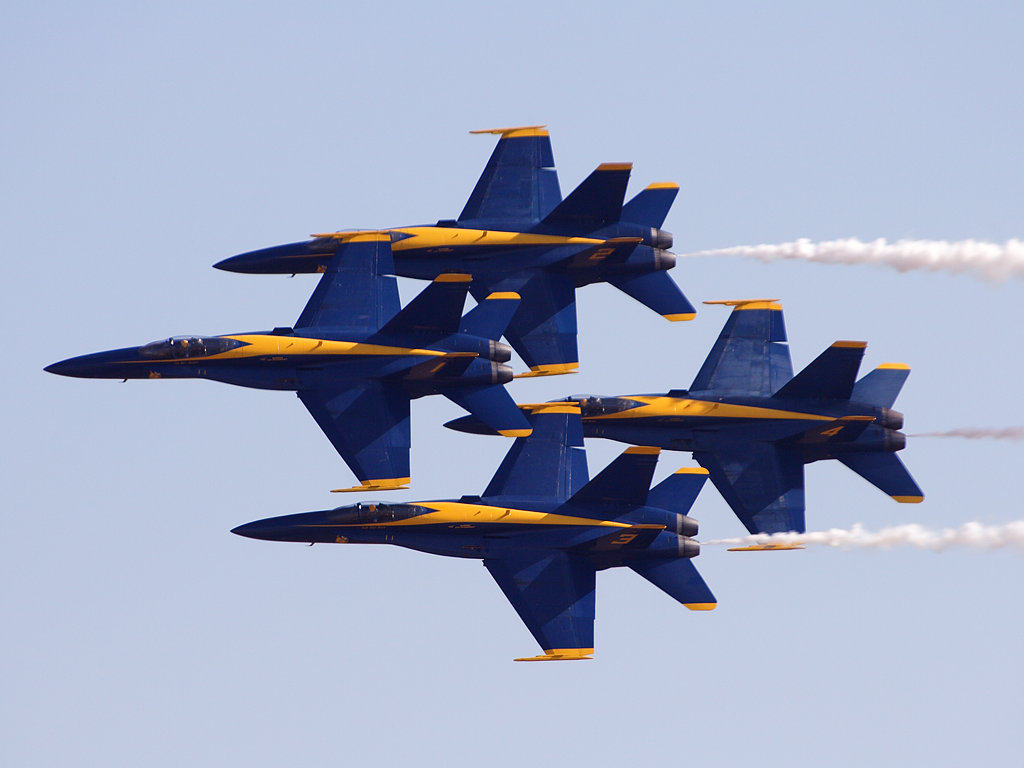
ブルーエンジェルス

エルセントロ・アメリカ海軍航空基地はアメリカ海軍デモ飛行大隊、ブルーエンジェルスの冬季本拠地である。伝統的に毎年3月に開催される最初の航空ショーでシーズンの幕を開ける。

### インペリアル・バレー見本市会場
インペリアル・バレー見本市会場は郡の祭であるカリフォルニア仲冬フェア・アンド・フィエスタの会場である。またインペリアル・バレー・スピードウェイがある。

### アルゴドーンズ砂丘

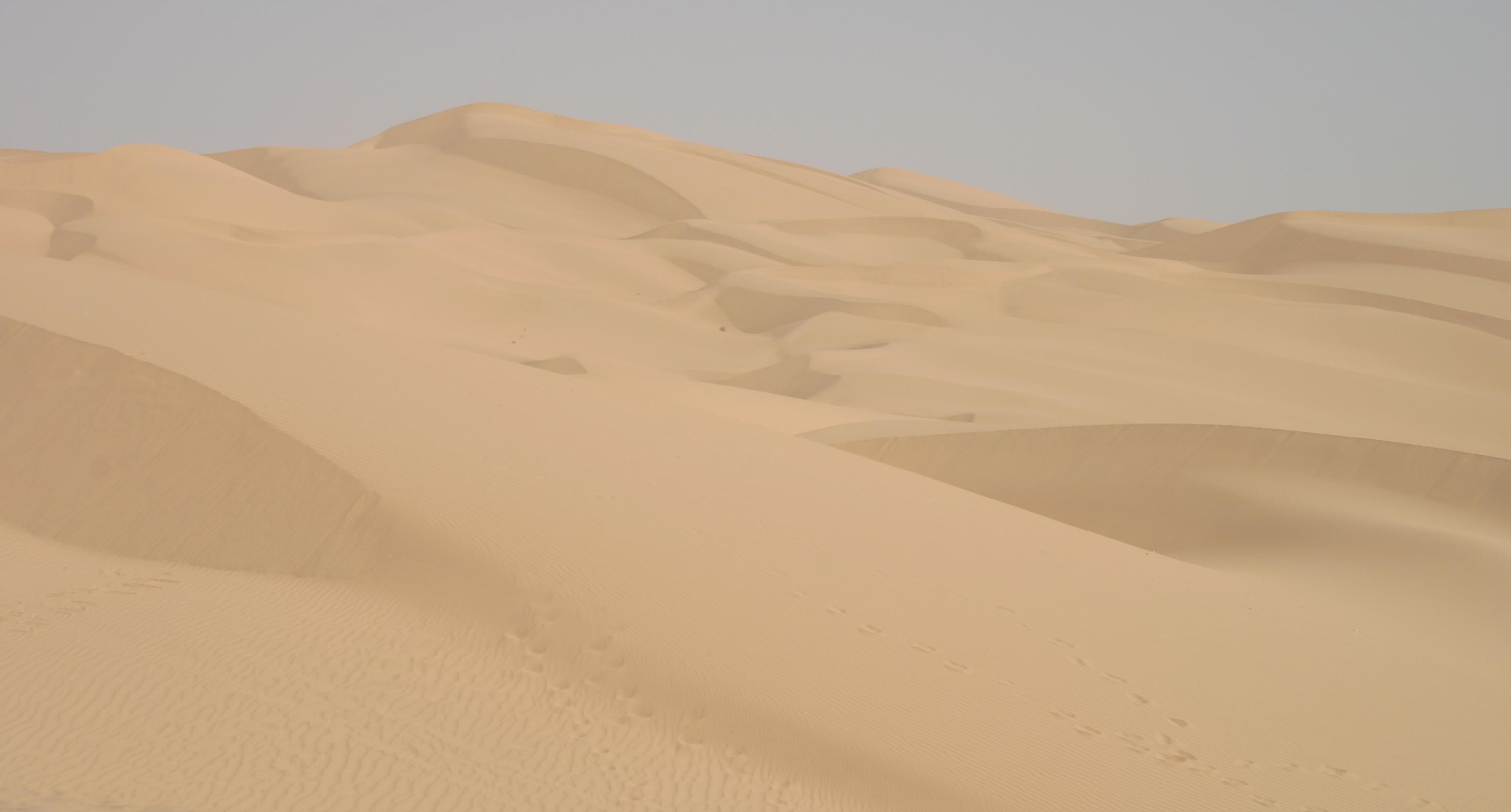
アルゴドーンズ砂丘

アルゴドーンズ砂丘という名前はその地形全体を指すものであり、土地管理局が管理する部分に対する管理上の名称は「インペリアル砂丘レクリエーション地域」である（「グラミス砂丘」と呼ばれることもある）。アルゴドーンズ砂丘はカリフォルニア州では最大の砂丘である。その範囲はインペリアル・バレー農業地帯の東縁にそって長さ64キロメートル以上、平均幅8キロメートルに拡がっている。ユニオン・パシフィック鉄道の主要東西ルートがその東縁を通っている。この砂丘は3つの地域に分けられる。最北の地域はマンモスウォッシュと呼ばれる。その南の地域は1994年カリフォルニア州砂漠保護法で設立された北アルゴドーンズ砂丘原始地域である。この地域は自動車利用地域に近く、ハイキングや乗馬でアクセスできる。最大かつ最も利用の多い地域はカリフォルニア州道78号線に始まり、南に辿って州間高速道路8号線を抜ける。広大な砂丘形成によって見事な景観を呈し、希少植物や動物が見られ、またATV（全地形万能車）やオフロード・バイクの愛好家が楽しめる場所がある。映画の撮影でも人気があり「スター・ウォーズ エピソード6/ジェダイの帰還」などの映画撮影に利用されてきた。

### コロラド川
コロラド川はアメリカ合衆国南西部とメキシコ北西部を流れる川であり、釣り、ボート遊び、水上スキーなど水上スポーツに人気がある。全長は2,330キロメートルで、コロラド州グランド湖の北からカリフォルニア湾に流れている。ロッキー山脈西側の乾燥地帯を潤しており、川の水は飲料用、農業用、工業用に消費されている。しかし、長年の利水事業によって大量に取水されるようになり下流域では川が完全に干上がることも珍しくなくなった。

### サルベーション・マウンテン
サルベーション・マウンテンは、カリパトリア市近隣のコミューン「スラブ・シティ」にある人工の山である。アドビ（日干し煉瓦）と藁でできており、大量のペンキでカラフルに塗装されている。レナード・ナイトが「神は全ての者を愛す」というメッセージを伝えるために制作した。その不偏の愛のメッセージを特定団体の利益不利益に繋げようと望む支持者からの寄付金や労働は拒んできた。座標は北緯33度15分14.9秒 西経115度28分21.4秒 / 北緯33.254139度 西経115.472611度。

### アンザ＝ボレゴ砂漠州立公園

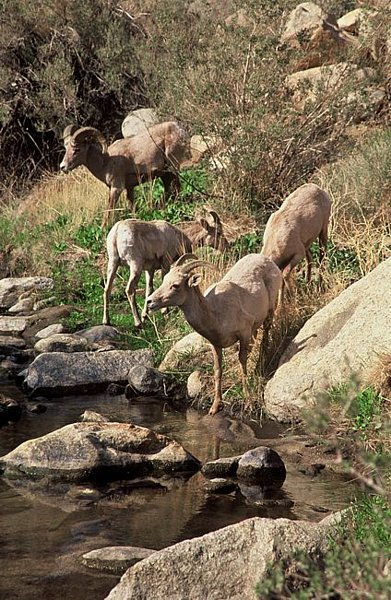
アンザ＝ボレゴ砂漠州立公園のパーム・キャニオンに棲むビッグホーン

アンザ＝ボレゴ砂漠州立公園はその一部がインペリアル郡に入っており、カリフォルニア州最大の州立公園である。全長800キロメートルの未舗装路、12の自然保護区および長いハイキング道があり、観光客にはコロラド砂漠の不思議を体験するための比類無い機会を提供している。この公園はスペイン人探検家フアン・バウティスタ・デ・アンサと、ビッグホーンに対するスペイン語「ボレゴ」が組み合わされた名称である。湿地帯、野草、椰子の叢林、サボテンおよび見渡す限りの景色が見られる。観光客はミチバシリ（鳥）、ゴールデンイーグル（イヌワシ）、キットキツネ、ミュールジカやビッグホーンに加えてイグアナ、チャクワラ、アカダイヤガラガラヘビなども見られる可能性がある。

### フォッシル・キャニオンとペインテッドゴージ
フォッシル・キャニオンはコヨーテ山脈のオコティロ近くにあり、その周辺地域は岩石採集や化石採集に適した場所である。化石は恐竜のものではなく、この地域が水面下にあった中新世からの古代の貝、珊瑚および牡蠣のものである。
ペインテッドゴージはコヨーテ山脈の東側にあり、堆積岩、変成岩および火成岩より構成されている。長い間の熱と動きによって幻想的な形と色を創り出した。橙、赤、紫、薄紫が茶や黒と混じり合い、太陽光とその影によって色のパレットを創り出している。

### インペリアル国立野生生物保護区
インペリアル国立野生生物保護区ではアリゾナ州とカリフォルニア州に入るコロラド川下流48キロメートルに棲む野生生物を保護している。ここはコロラド川がメキシコに入る前の最後の運河ではない部分を含んでいる。コロラド川とそれに関わる湖や湿地は緑のオアシスであり、周りの砂漠山岳地と対照をなしている。渡り鳥や砂漠の生物にとって避難所と繁殖地になっている。

### ソニーボノ・ソルトン湖国立野生生物保護区
ソニーボノ・ソルトン湖国立野生生物保護区はメキシコ国境から北に64キロメートル、インペリアル・バレーのソルトン湖南端にある。パシフィック・フライウェイに沿っており、海面下69メートルにある野生生物保護区としては唯一のものである。コロラド砂漠にあるその緯度、標高および位置のために、国内でも最も高い気温が記録されている。5月から10月の日中の気温は通常38℃を越え、毎年47℃から49℃が記録されている。

### メヒカリ
メキシコ（国境の都市バハ・カリフォルニア州メヒカリ）は、博物館、動物園、スポーツと会議のセンターおよび国際空港など大都市のアメニティを提供している。アメリカ合衆国のカレクシコからは毎日観光客が徒歩や車で国境を越えている。タコス料理店、薬局、バーおよびダンスクラブが市を訪れる観光客を惹き付けるものである。メキシコの工芸品や土産物を売る多くの店や屋台が国境から歩いていける距離にある。またアメリカ国内より安価になる傾向があるので、カリフォルニア州、アリゾナ州およびネバダ州の住人は医療や歯科治療を受けに来る。メキシコではアルコール飲料を許可されるのが18歳からなので、南カリフォルニアの高校生やカレッジの学生が週末にアルコールを飲みに来ている（アメリカ国内では21歳から許可されている）。

## 地理
アメリカ合衆国国勢調査局に拠れば、郡域全面積は4,482平方マイル (11,735 km2)であり、このうち陸地は4,175平方マイル (10,813 km2)、水域は307平方マイル (795 km2)で水域率は6.85%である。多くの領域が海面下にある。
大きなソノラ砂漠の延長であるコロラド砂漠の中に位置している。
コロラド川が郡の東の境界になっている。海面下72メートルのソルトン湖とアメリカでは最大級の砂丘アルゴドーンズ砂丘という著名な地域がある。
チョコレート山脈がソルトン湖の東にあり、北西から南東の方向に約96キロメートル伸びている。
この地域では構造プレートの境界が裂け目から断層に遷ることで地形ができている。サンアンドレアス断層の南端が東太平洋海嶺の北端に繋がっている。その結果地震が多く、地殻が伸び、地形が沈降することになっている。

### 隣接する郡
- リバーサイド郡 - 北
- ユマ郡 - 南東
- ラパス郡 - 北東
- サンディエゴ郡 - 西
- メヒカリ市 - 南
- テカテ市 - 南西

### 国定自然保護地域
- シボラ国立野生生物保護区（部分）
- インペリアル国立野生生物保護区（部分）
- ソニーボノ・ソルト湖海国立野生生物保護区

## 都市と町
| 人口5千人以上の都市 都市名の後の数字は人口（人） - エル・セントロ（郡庁所在地） - カレクシコ - ブローリー - 22,052 - インペリアル - 11,754 - カリパトリア - 7,289 - ホルトビル - 5,612 | 人口1千人以上の町 - ヒーバー - 2,566 - ウェストモアランド - 2,131 - シーリー - 1,624 - ナイランド - 1,143 - サルトンシティ - 1,143 | 人口1千人以下の町 - デザートショアズ - 792 - ウィンターヘイブン - 529 - サルトンシービーチ - 392 - ボンベイビーチ - 366 - オコティロ - 296 - パロベルデ - 236 |

## 経済
数千エーカーに及ぶ上質の農地ができて、元の砂漠地帯を年間生産量が10億ドルを超えるカリフォルニア州でも有数の生産地帯に変えた。インペリアル郡では農業が最大の産業であり、雇用者総数の48%を雇用している。この地域は高温と年間降水量が少ないときは76ミリメートルと砂漠ではあるが、その経済は灌漑によって農業に大きく依存している。その水はオールアメリカン運河を介してコロラド川から全て供給されている。遠大な運河系と貯留ダム、およびパイプラインで作るインペリアル灌漑地区という形態でバレー全体に水を運んでいる。水の分配には総延長2,300キロメートルの運河と1,800キロメートルのパイプラインが使われている。運河とパイプラインの支線はおよそ100を超えている。この水と植物の生育に適した季節が長いことで、毎年二毛作が可能であり、アメリカ国内はもとより世界の市場に向けて冬の果物や野菜、綿および穀物を供給している。アルファルファ（ムラサキウマゴヤシ）がもう一つの主要作物である。農業用地は、畑からの表面の流出水と地表面下の排水を、農業用流出水の貯留池に指定されているソルトン湖に運ぶ構成農業排水システムによって機能している。
エル・セントロは郡の商業中心である。市内の雇用者数の50%はサービス産業と小売業によるものである。
近年映画撮影現場としての利用が増加しており、サービス産業の成長に拍車を掛けている。砂漠があり、ロサンゼルス市に近いことで郡内の農業地域の外にある砂丘などで撮影が行われている。撮影された映画には「スター・ウォーズ エピソード6/ジェダイの帰還」、「スターゲイト」、「スコーピオン・キング」、「イントゥ・ザ・ワイルド」などがある。さらに2005年の映画「ジャーヘッド」では、ここの地形がイラクのそれに近いために撮影現場に選ばれた。

### 再生可能なエネルギー資源
インペリアル・バレーは太陽熱と地熱という再生可能なエネルギー開発計画の温床になってきた。このことは、カリフォルニア州が2010年末までに再生可能エネルギー資源からの発電量を20%と義務付けたこともあって推進されており、インペリアル・バレーが太陽熱を得るために好条件にあること、高い失業率、海岸部の大都市圏に近いこと、他の用途に転用し難い広大な土地があることも推進要因である。グリーン・エネルギー生産に適した土地の多くは連邦政府（土地管理局）によって所有されている。2008年4月時点で土地管理局は州内の土地640 km2に対して再生可能エネルギー発電施設の申請書163件を受け付けており、「そのほとんど全部がインペリアル・バレーとバレー北部砂漠におけるものである。」スターリング・エナジーが現在26 km2の土地に38,000個の「サンキャッチャー」（太陽電池セル）を置く世界最大級の太陽熱発電プラントを建設する計画であり、2015年頃に能力どおり発電を始めると600,000戸の家庭の電力を賄うことになる。カルエナジーは現在30万個の電力を賄う地熱発電所を運転しており、将来的には2,500,000戸の電力を賄うこともできるようになる。

## 交通

### 主要高規格道路
- 州間高速道路8号線
- カリフォルニア州道7号線
- カリフォルニア州道78号線
- カリフォルニア州道86号線
- カリフォルニア州道98号線
- カリフォルニア州道111号線
- カリフォルニア州道115号線

### 公共交通
インペリアル郡ではグレイハウンドとインペリアル郡交通がバス便を運行している。アムトラックの列車も郡内を運行しているが、定期便の停車駅は無い。最も近い停車駅はアリゾナ州ユマである。

### 空港
- インペリアル郡空港、エル・セントロの北にあり、郡内の主要空港であるが、商業便は限られ、一般用途利用が多い。
- ホルトビル空港、ホルトビルの東役8キロメートルにある一般用途空港
- カレクシコ空港、州間高速道路8号線とカリフォルニア州道111号線の南24キロメートルにある一般用途空港。近くのメヒカリにあるマキラドーラ（保税加工制度）工場の用に供している。

## 人口動態
インペリアル・バレーの文化はヨーロッパ系アメリカ人とヒスパニックの融合である。アメリカ側の住人の多くはメキシコ系の血を引いており、メキシコ側住人は長年にわたってアメリカ文化の影響を大きく受けてきた。住人はアフリカ系、ヨーロッパ系、東アジア系、南アジア系およびインディアンの血を引く人々がいて、その社会がある。
郡内には昔からアジア系アメリカ人の社会が作られてきたが、カリフォルニア州の都市部に比べればその数は少ない。中国人が多いが、フィリピン人、日本人、韓国人、および少数の東南アジア人の子孫がおり、20世紀初期に鉄道労働者、溝掘り、農業労働者として来た者達の子孫である場合が多く、メキシコとの国境を越えてきた者もいる。
郡内には推計1万人のインド系アメリカ人がおり、アメリカ合衆国の大都市を除けば最大規模である。彼らはラテン系文化が優勢な中でインドの文化を表現している。インド系アメリカ人は1920年代にイギリス統治下のインドやパキスタン、大半がパンジャーブ地方から契約農園労働者として移民してきたものである。インペリアル土地会社がパンジャーブ出身の10代の若者約100人を雇用した。
2009年のアメリカン・コミュニティ調査に拠れば、白人は68.2%だが非ヒスパニックならば15.8%であり、黒人3.6%、インディアン1.5%、アジア系2.3%、太平洋諸島系0.1%、その他の人種21.9%、混血2.9%となっている。ヒスパニック系が77.3%を占めている。メキシコ系アメリカ人も75.8%となっている。
以下は2000年の国勢調査による人口統計データである。
| 基礎データ - 人口: 142,361人 - 世帯数: 39,384世帯 - 家族数: 31,467家族 - 人口密度: 13人/km2（34人/mi2） - 住居数: 43,891軒 - 住居密度: 4軒/km2（10/mi2） 人種別人口構成 - 白人: 49.37% - アフリカン・アメリカン: 3.95% - ネイティブ・アメリカン: 1.87% - アジア人: 1.99% - 太平洋諸島系: 0.08% - その他の人種: 39.08% - 混血: 3.65% - ヒスパニック・ラテン系: 72.22% - メキシコ系アメリカ人: 75.8% - ドイツ系アメリカ人: 4.5% - アイルランド系アメリカ人: 4.1% - アフリカ系アメリカ人: 3.6% - イングランド系アメリカ人: 2.2% 主たる言語による人口構成 - 英語: 65.7% - スペイン語: 32.3% | 年齢別人口構成 - 18歳未満: 31.4% - 18-24歳: 9.9% - 25-44歳: 30.4% - 45-64歳: 18.2% - 65歳以上: 10.0% - 年齢の中央値: 31歳 - 性比（女性100人あたり男性の人口） - 総人口: 109.3 - 18歳以上: 111.4 世帯と家族（対世帯数） - 18歳未満の子供がいる: 46.7% - 結婚・同居している夫婦: 57.7% - 未婚・離婚・死別女性が世帯主: 17.1% - 非家族世帯: 20.1% - 単身世帯: 17.1% - 65歳以上の老人1人暮らし: 8.1% - 平均構成人数 - 世帯: 3.33人 - 家族: 3.77人 収入と家計 - 収入の中央値 - 世帯: 31,870米ドル - 家族: 35,226米ドル - 性別 - 男性: 32,775米ドル - 女性: 23,974米ドル - 人口1人あたり収入: 13,239米ドル - 貧困線以下 - 対人口: 22.6% - 対家族数: 19.4% - 18歳未満: 28.7% - 65歳以上: 13.6% |

人口1人あたり収入の中央値は」カリフォルニア州の郡では最低である。
2006年までに人口は160,201人にまで増加し、2000年以来の増加率は30%となって州内では最大、国内では5番目となった。移民の数の多さ、手ごろな家屋を求める住人、退職後の家を求める人などがこの人口増を説明するものである。

## 政治
郡はアメリカ合衆国大統領および連邦議会選挙で民主党の強い地盤である。共和党が多数を取ったのは1988年のジョージ・H・W・ブッシュが最後だった。
2008年の命題8に関する住民投票で郡内投票者の69.7%は法案に賛成した。これは同性同士の結婚を禁止するためのカリフォルニア州憲法修正案だった。この結果は民主党が優勢な他の郡よりは高いものだった。これが下級裁判所で違憲だと裁定された後、郡は連邦司法制度の下で命題8を守り続けている。
アメリカ合衆国下院議員の選挙ではカリフォルニア州第51選挙区の一部であり、カリフォルニア州議会下院議員の選挙では、第80選挙区に入っている。カリフォルニア州議会上院議員の選挙では、第40選挙区に入っている。2010年時点でいずれも民主党議員が務めている。

## 大衆文化の中で
- ニコロデオンのテレビ・アニメ番組Oops!フェアリーペアレンツに出てくるデムスデールはインペリアル郡にあるとされる架空の都市である。
- 2006年の映画ボラット 栄光ナル国家カザフスタンのためのアメリカ文化学習はインペリアル郡で撮影されたが、実際の映画では採用されていない。
- 2006年の映画ジャーヘッドとthe Salton Seaは郡内で撮影された。
- 1977年の映画スター・ウォーズ エピソード4/新たなる希望の一部はインペリアル郡にある砂丘で撮影された。1986年の映画トップガンもエル・セントロ海軍航空基地で撮影され、1996年の映画インデペンデンス・デイもインペリアル・バレーがロケ現場となった。
- 小説家ウィリアム・T・ヴォルマンが2009年7月30日に出版した「インペリアル」はインペリアル郡の歴史と文化を著したものである。写真集も2009年8月18日に出版された。